# Tinguilinta (fleuve)
Pour les articles homonymes, voir Tinguilinta.
 (février 2022).
Le Tinguilinta est une rivière de Guinée. Elle est située dans la partie ouest du pays, à 170 kilomètres au nord de la capitale, Conakry.